# Khí hậu sa mạc

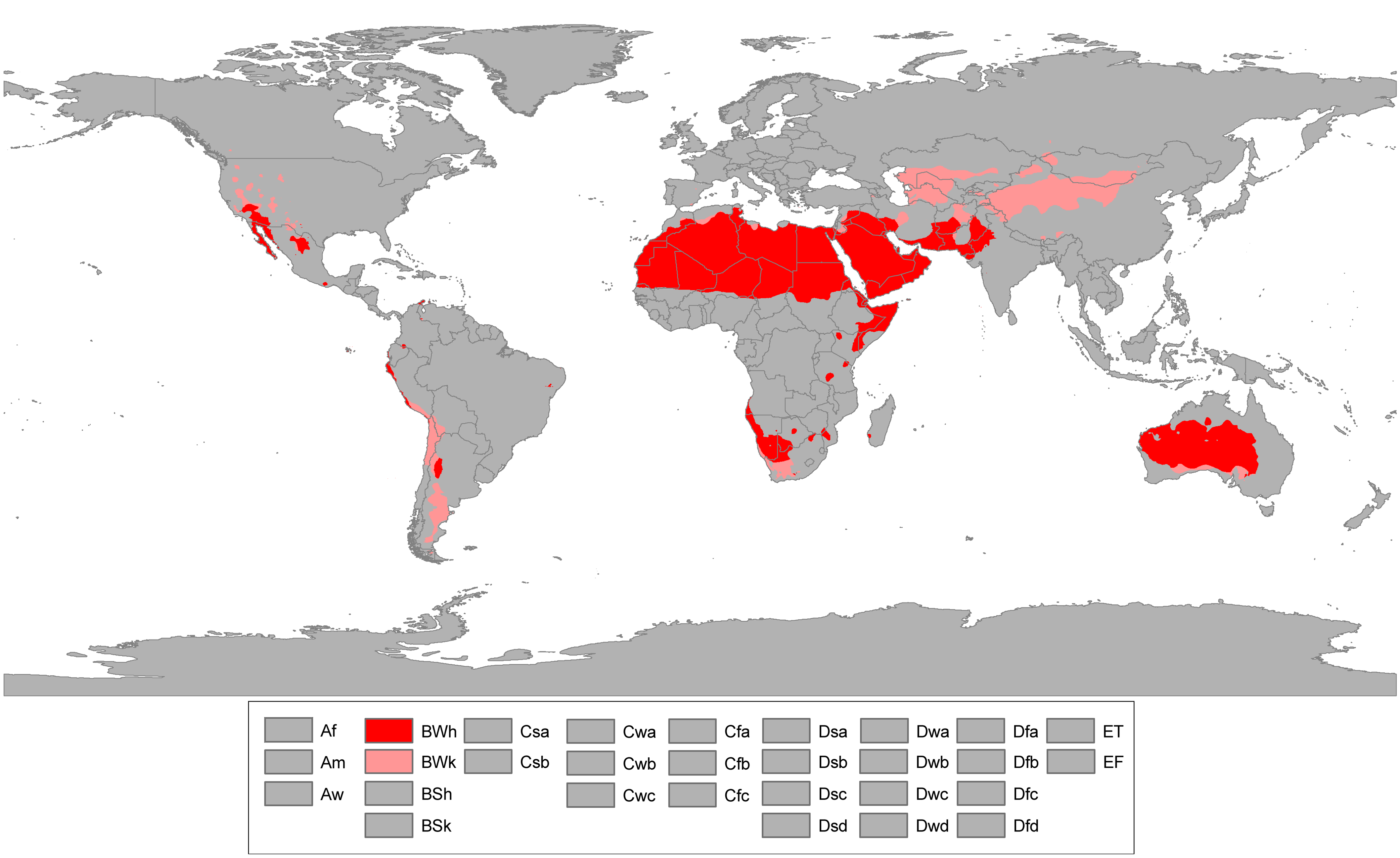
Những khu vực có khí hậu khô cằn.
BWh
BWk

Theo phân loại khí hậu Koppen, khí hậu sa mạc (BWh, BWk, BWn) hay còn gọi là khí hậu khô cằn, là một kiểu khí hậu không đáp ứng đủ tiêu chuẩn để được phân loại thành thành khí hậu vùng cực, kiểu khí hậu này có lượng mưa rất thấp không đủ để duy trì sự phát triển của bất cứ loài thực vật nào, phần lớn thực vật chỉ là những cây bụi nhỏ.
Đặc trưng của những khu vực có kiểu khí hậu này là lượng mưa hàng năm thấp hơn 250 mm (10 inches) và có những năm thậm chí không có mưa. Ví dụ một khu vực có lượng mưa trên 250 mm hàng năm vẫn có thể bị xếp loại kiểu khí hậu sa mạc bởi những khu vực này mất nước thông quá quá trình thoát hơi nước nhiều hơn lượng mưa trung bình (Tucson, Arizona và Alice Springs, Northern Territory là các ví dụ).
Có hai biến thể của kiểu khí hậu sa mạc: khí hậu sa mạc nóng (BWh) và khí hậu sa mạc lạnh (BWk), đôi khi có cả khí hậu sa mạc mát (BWn). Thêm nữa, để phân định "khí hậu sa mạc nóng" với "khí hậu sa mạc lạnh, có ba đường đẳng nhiệt được sử dụng phổ biến, hoặc nhiệt độ trung bình hàng năm là 18°C hoặc nhiệt độ trung bình tháng lạnh nhất 0°C hoặc -3°C, địa điểm đó có kiểu khí hậu "BS" cao hơn bất cứ đường đẳng nhiệt nào thì sẽ được phân loại là "bán khô cằn nóng" (BWh), một địa điểm với khí hậu dưới đường đẳng nhiệt được cho thì được phân loại là "bán khô cằn lạnh" (BWk).
Để quyết định xem một khu vực có khí hậu khô cằn hay không, yếu tố lượng mưa cần phải xem xét. Để tìm ngưỡng mưa (theo mm) đầu tiên cần phải nhân nhiệt độ trung bình bằng °C với 20, sau đó cộng thêm 280 nếu 70% hoặc trên 70% tổng lượng mưa xảy ra trong nửa năm (từ tháng Tư đến tháng Chín ở bán cầu bắc và từ tháng Mười đến tháng Ba ở bán cầu nam), hoặc cộng thêm 140 nếu chỉ có 30 đến 70% lượng mưa nhận được trong cùng thời kỳ, hoặc cộng với 0 nếu lượng mưa ít hơn 30%. Nếu lượng mưa hàng năm ở khu vực đó thấp hơn ngưỡng mưa thì khu vực đó được xếp loại là khí hậu sa mạc (BW).

## Khí hậu sa mạc nóng

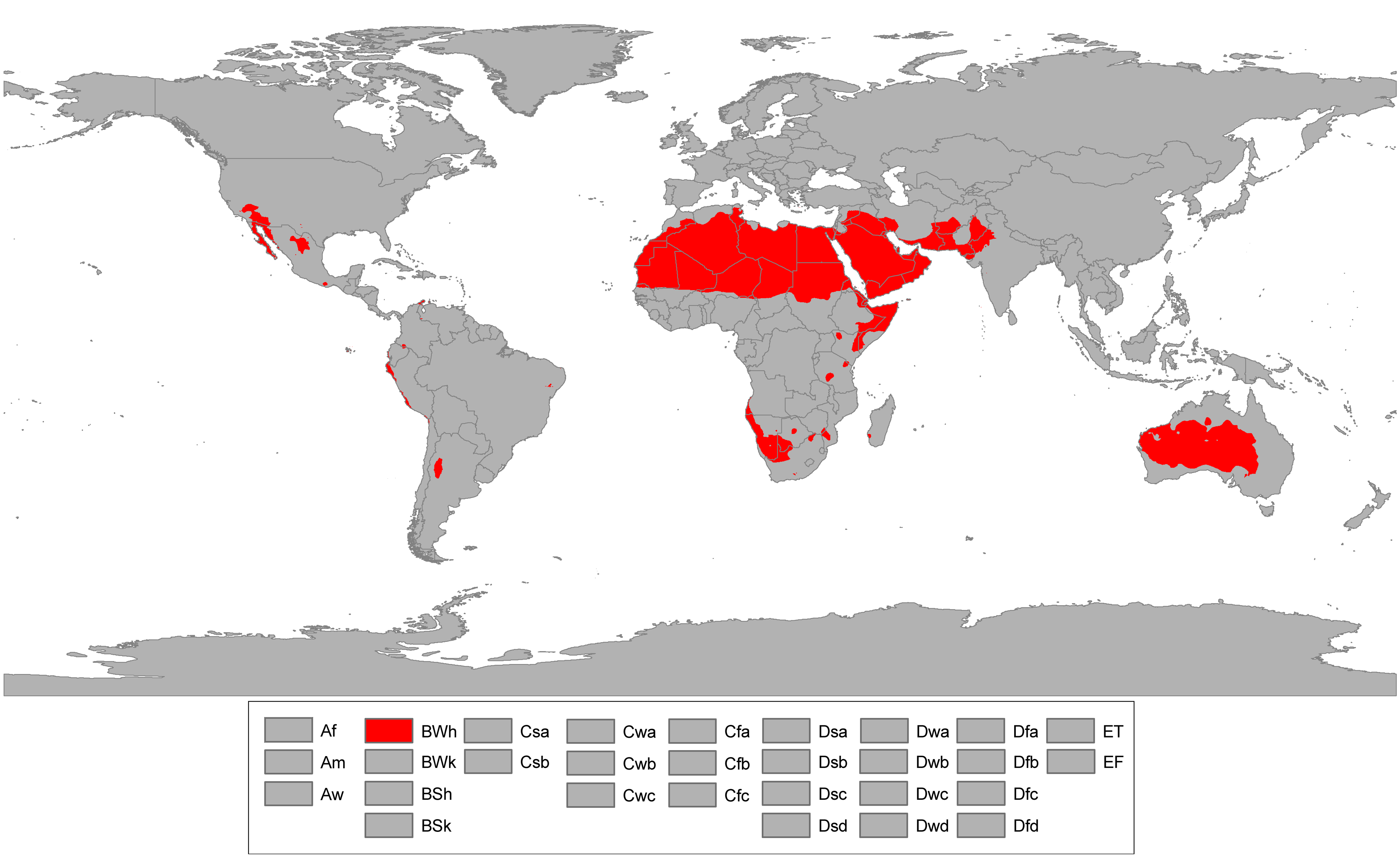
Những khu vực có khí hậu sa mạc nóng

Những khu vực có khí hậu sa mạc nóng thường có lượng ánh nắng mặt trời rất lớn trong cả năm, điều này là do có lớp không khí chuyển xuống ổn định và áp thấp cao. Những khu vực đó bao gồm sa mạc Sahara, sa mạc Arabia, sa mạc Syria, sa mạc Kalahari, phần lớn Iran, miền nam và trung Pakistan, tây bắc Ấn Độ, tây nam Hoa Kỳ, bắc México và phần lớn Australia.
Khí hậu sa mạc nóng có nhiệt độ nóng và rất nóng quanh năm. Ở nhiều khu vực có khí hậu kiểu này, nhiệt độ cao nhất trong mùa hè từ 40 °C tới 45 °C không phải là hiếm. Trong thời kỳ lạnh, nhiệt độ ban đêm có thể xuống tới mức đóng băng hoặc thấp hơn do mất bức xạ nhiệt dưới bầu trời quang. Tuy nhiên, nhiệt độ hiếm khi xuống quá sâu so với mức đóng băng.

## Khí hậu sa mạc lạnh

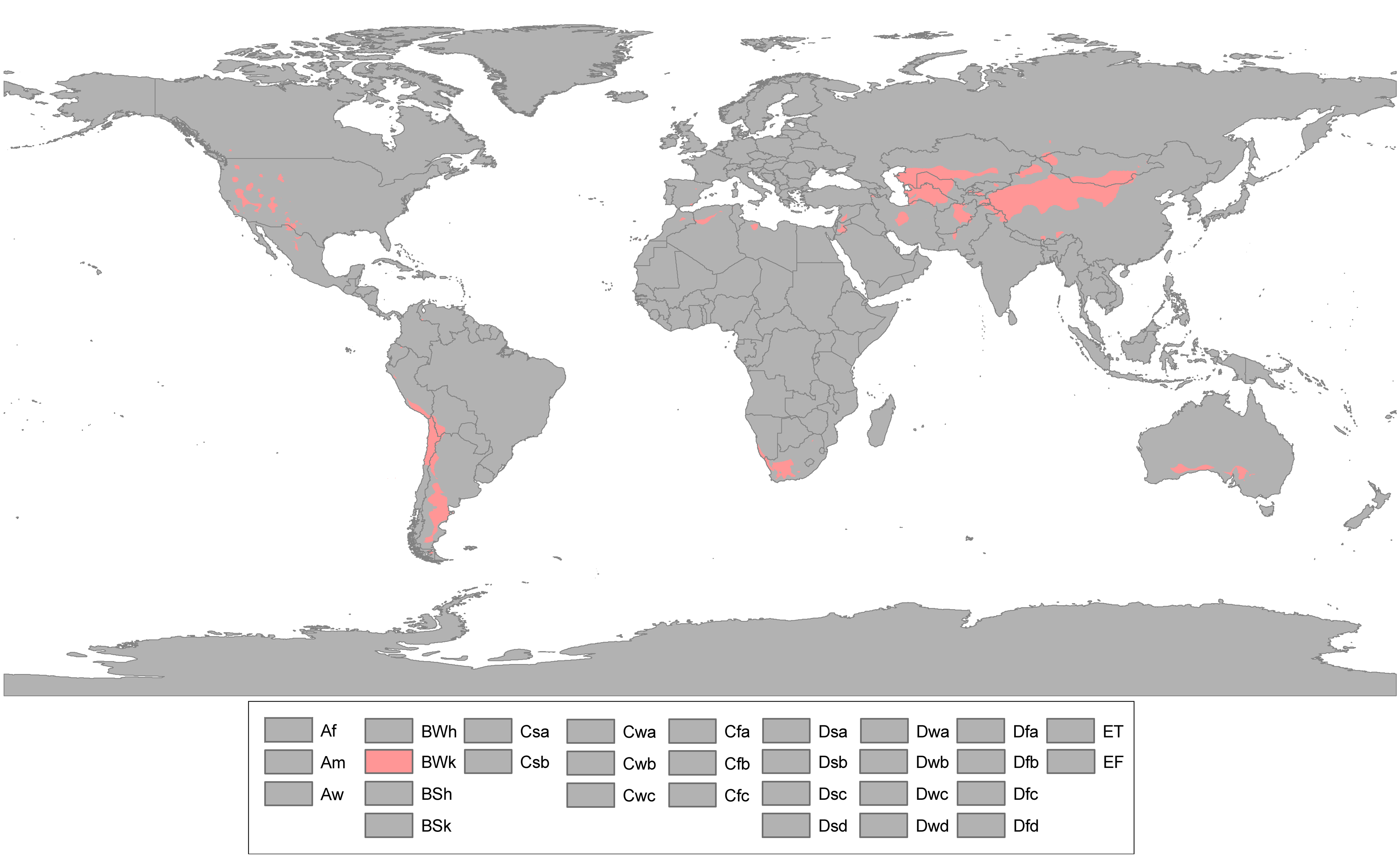
Những khu vực với khí hậu sa mạc lạnh

Khí hậu sa mạc lạnh phổ biến nhất là ở châu Á. Kiểu khí hậu này thường tìm thấy ở những khu vực ôn đới, đây là khu vực vùng núi có lượng mưa thấp. Sa mạc Gobi ở Mông Cổ là ví dụ điển hình của kiểu khí hậu này, sa mạc này nóng vào mùa hè nhưng rất lạnh vào mùa đông giống phần lớn vùng Trung Á. Sa mạc Kyzyl Kum và Taklamakan ở Trung Á và những vùng khô ở Sa mạc Great Basin ở tây Hoa Kỳ là những điển hình của khí hậu BWk.
Khí hậu sa mạc lạnh đặc trưng bởi mùa hè nóng (đôi khi rất nóng) và khô, tuy vậy thì mùa hè của loại khí hậu này không nóng như mùa hè của khí hậu sa mạc nóng. Mùa đông của khí hậu sa mạc lạnh thường rất lạnh và khô, nhiệt độ xuống sâu dưới mức đóng băng. Sa mạc lạnh thường nằm ở các khu vực có độ cao hơn so khí hậu sa mạc nóng và cũng thường khô hơn so với khí hậu sa mạc nóng.

## Liên kết
- Desert climate summary Lưu trữ ngày 4 tháng 3 năm 2011 tại Wayback Machine
- Desert report/essay